# حقوق الطبيعة

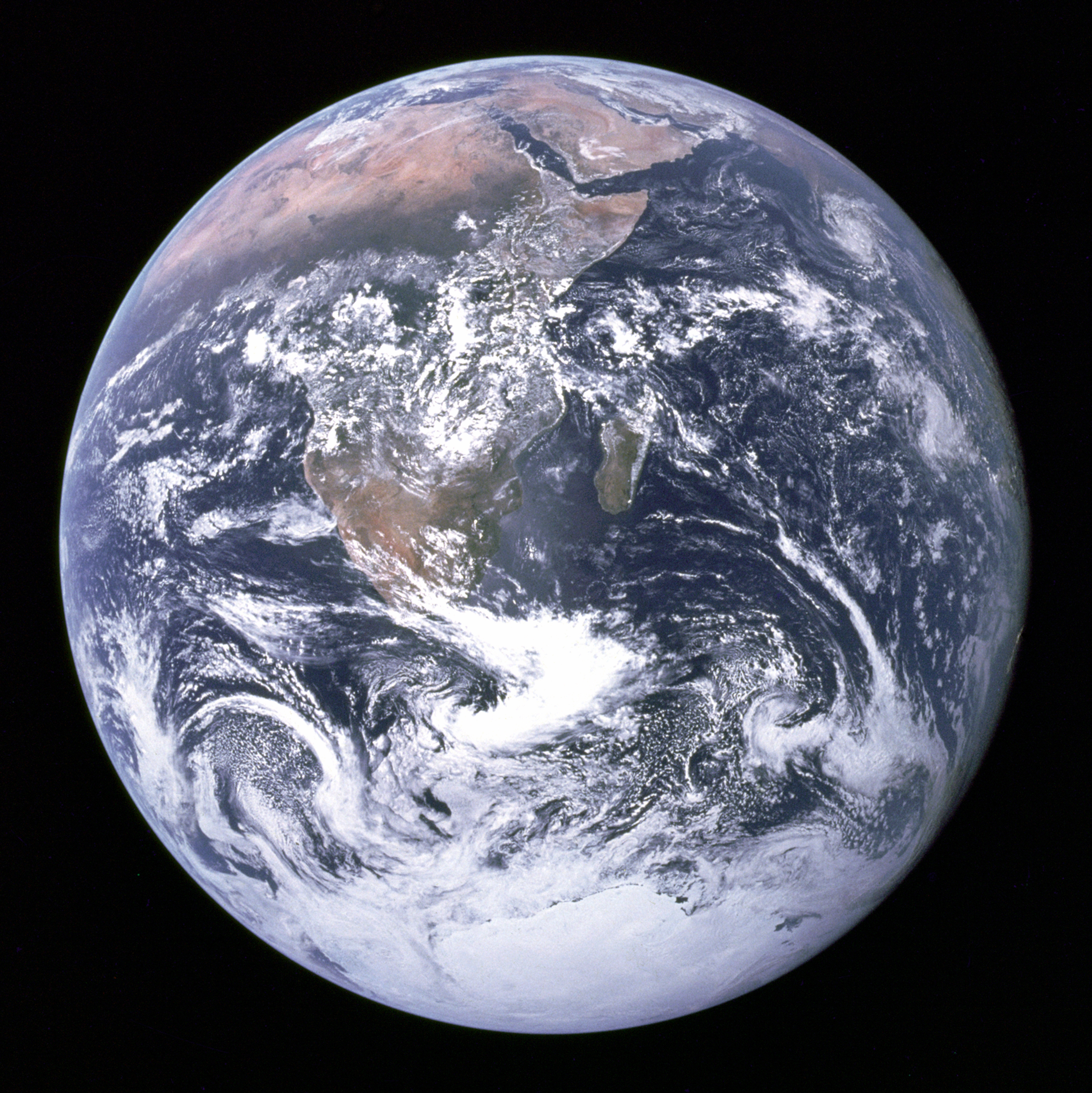

حقوق الطبيعة هي نظرية قانونية وفقهية تصف الحقوق المتأصلة بوصفها مرتبطة بالنظم البيئية والأنواع الحية، على غرار مفهوم حقوق الإنسان الأساسية. إن مفهوم حقوق الطبيعة يتحدى قوانين القرن العشرين، والتي تستند عمومًا إلى إطار مَعيب يصف الطبيعة بكونها «مصدرًا» يمكن امتلاكه واستخدامه وتدهوره. يزعم أنصار هذا الرأي أن القوانين القائمة على حقوق الطبيعة تعمل على توجيه البشرية للعمل على نحو يتفق مع العلوم الحديثة القائمة على النظام، وهو ما يثبت أن البشر والعالم الطبيعي مترابطان جوهريًا.
ترتكز هذه المدرسة الفكرية على خطين أساسيين من التفكير. الأول هو: بما أن الاعتراف بحقوق الإنسان يستند جزئيًا إلى الاعتقاد الفلسفي بأن تلك الحقوق تنبع من وجود البشرية نفسها، فمن المنطقي أيضًا تنشأ الحقوق المتأصلة للعالم الطبيعي من وجود العالم الطبيعي. تؤكد حجة ثانية وأكثر واقعية أن بقاء البشر يعتمد على الأنظمة البيئية المعافاة، وعلى هذا فإن حماية حقوق الطبيعة تعمل بدورها على تعزيز حقوق الإنسان ورفاهية البشر.
من منظور حقوق الطبيعة، فإن أغلب القوانين البيئية في القرن العشرين تستند إلى إطار بالٍ يرى أن الطبيعة تتكون من أجزاء منفصلة ومستقلة، وليس من مكونات تشكل جسدًا أكبر. هناك انتقادات أكثر أهمية تتلخص في أن هذه القوانين تميل إلى الخضوع للمصالح الاقتصادية، وتهدف إلى الاستجابة للتدهور الذي يحركه الاقتصاد وتخفيف حدته جزئيًا، بدلًا من وضع حق الطبيعة في الازدهار كهدف أساسي لها.
اعتبارًا من عام 2024، كانت قوانين حقوق الطبيعة موجودة على المستويات المحلية إلى الوطنية في 40 دولة، بما في ذلك عشرات المدن والمقاطعات في مختلف أنحاء الولايات المتحدة، في هيئة أحكام دستورية، واتفاقيات تعاهدية، وفرائض محلية، وقرارات قضائية.

## المبادئ الأساسية
يزعم مؤيدو حقوق الطبيعة أنه، مثلما تم الاعتراف بحقوق الإنسان على نحو متزايد في القانون، ينبغي الاعتراف بحقوق الطبيعة وإدراجها في أخلاقيات وقوانين الإنسان. يستند هذا الادعاء إلى منحيين من التبرير: أن نفس الأخلاق التي تبرر حقوق الإنسان تبرر أيضًا حقوق الطبيعة، وأن بقاء البشر على قيد الحياة يعتمد على أنظمة بيئية صحية.
أولا، يقال إنه إذا نشأت حقوق الإنسان المتأصلة من الوجود البشري، فمن المنطقي أيضًا أن تنشأ الحقوق المتأصلة للعالم الطبيعي من وجود العالم الطبيعي. توسعت حقوق الإنسان وما يرتبط بها من واجبات لحماية تلك الحقوق مع مرور الوقت. كان أبرزها اعتماد الأمم المتحدة للإعلان العالمي لحقوق الإنسان لعام 1948 اعترافًا رسميًا بفئات واسعة من حقوق الإنسان غير القابلة للتصرف. أيضًا أعرب واضعو الإعلان العالمي لحقوق الإنسان عن اعتقادهم بأن مفهوم حقوق الإنسان الأساسية لا ينشأ عن «قرار سلطة عالمية، بل عن حقيقة قائمة».
لذلك، فإن بعض العلماء يدعون أنه نظرًا إلى أن حقوق الإنسان الأساسية تنبع من وجود الإنسان نفسه، فإن حقوق الطبيعة تنشأ بالمثل من وجود الطبيعة نفسها، ولذلك ينبغي أن تستمر النظم القانونية للإنسان في التوسع للاعتراف بحقوق الطبيعة. من أبرز مؤيدي هذا النهج، المؤرخ الثقافي الأمريكي توماس بيري، والمحامي الجنوب أفريقي كورماك كولينان، والفيزيائي الهندي والمدافع عن البيئة الاجتماعية فاندانا شيفا، وأستاذ القانون الكندي ومقدم التقارير الخاص لحقوق الإنسان والبيئة في الأمم المتحدة ديفيد بويد.
قدم توماس بيري فلسفة وأخلاقيات القانون التي أسماها «شريعة الأرض» التي تحدد قوانين الأرض باعتبارها أساسيات وأسبابًا بحكم حقيقة وجود أي شيء فإن له الحق في أن يكون ويتطور. ازداد الاعتراف بفلسفة شريعة الأرض والترويج لها من قبل مفكرين قانونيين ومن الأمم المتحدة والمشرعين والفلاسفة وخبراء الاقتصاد الإيكولوجي وغيرهم من الخبراء حول العالم كأساس للحكم المتمحور حول الأرض، بما في ذلك القوانين ونظم الاقتصاد التي تحمي الحقوق الأساسية للطبيعة.
ثانيًا، تتلقى حقوق الطبيعة دعمها أيضًا من خلال الحجة القائمة على النفعية التي تزعم أن الإنسانية لا تستطيع أن تزدهر في الأمد البعيد إلا بقبول التعايش المتكامل بين البشر والعالم الطبيعي. أشار بيري إلى أن مفهوم رفاه الإنسان المستمد من النظم الطبيعية التي ليس لها حق أساسي في الوجود هو مفهوم غير منطقي بطبيعته، وأن حماية حقوق الطبيعة تعزز المصلحة الذاتية للبشر.
يقدم المفهوم القانوني والفلسفي لحقوق الطبيعة تحولًا من إطار الطبيعة كملكية أو مورد إلى الطبيعة كشريك مترابط في مجتمع الأرض. تهدف هذه المدرسة الفكرية إلى اتباع نفس المسار الذي اتبعته حركات حقوق الإنسان، حيث كان الاعتراف بالحقوق في البداية شيئًا «غير وارد»، ولكن في وقت لاحق نضج إلى رؤية عالمية واسعة النطاق.
كتب كريستوفر ستون، أستاذ القانون في جامعة جنوب كاليفورنيا، بشكل مكثف عن هذا الموضوع في مقاله المثير بعنوان «هل يجب للأشجار أن تحظى بمكانة؟»، الذي استُشهد به خلال جلسة نزاع في المحكمة العليا للولايات المتحدة ضمن قضية «سييرا كلوب ضد مورتون» لموقفه أن «القضايا البيئية يجب أن تُحلّ من قبل الطبيعة نفسها». حسب وصف ستون وآخرين، تكشّفت الحقوق الإنسانية على نحو متزايد مع مرور الوقت وأصبحت «بديهية»، كما في إعلان الاستقلال الأمريكي، حتى وإن كانت هذه الحقوق غير موجودة أساسًا في القانون. إن نجاحات حركات حقوق الإنسان السابقة والحالية توفر دروسًا للحركة الحالية لتوسيع دائرة مجتمع الأرض لتشمل النظم الطبيعية والأنواع الحية ككيانات لها حقوق.

## دعم الأسس والتطور

### نقد الأنظمة القانونية المتمركزة حول الإنسان
يؤكد مؤيدو التحول إلى نظام قانوني أكثر حماية للبيئة أن النظم القانونية والاقتصادية الحالية تفشل لأنها تعتبر الطبيعة ملكية بالأساس، يمكن أن تتدهور من أجل الربح والرغبة البشرية. يشيرون إلى أن منظور الطبيعة كمورد اقتصادي في المقام الأول قد أدى بالفعل إلى تدهور بعض النظم الإيكولوجية والأنواع إلى حد كبير، لدرجة أن خبراء بارزين في السياسات يبحثون الآن في إطار استراتيجيات «فرز الأنواع المهددة بالانقراض» لتحديد الأنواع التي سيتم تركها وشأنها، بدلً من إعادة النظر في الاقتصاد الذي يدفع التدهور. رغم أن القوانين البيئية في القرن العشرين والقرن الحادي والعشرين توفر مستوى ما من الحماية للنظم الإيكولوجية والأنواع الحية، فإن الجدل يُثار حول أن هذه القوانين فشلت إيقاف، ناهيك عن فشلها في عكس، التدهور البيئي العام، لأن الطبيعة بحكم تعريفها تخضع لمصالح بشرية واقتصادية، وليس لرفاه متمركز حول الأنواع الحية نفسها.
يؤكد مؤيدو حقوق الطبيعة أن إعادة تصور القوانين البيئية الحالية من إطار حقوق الطبيعة ستوضح القصورات التي تعاني منها الأنظمة القانونية الحالية. على سبيل المثال، يضع قانون الأنواع المهددة بالانقراض في الولايات المتحدة الأولوية لحماية المصالح الاقتصادية القائمة، وذلك بتفعيل دور القانون فقط عندما تتجه مجموعات من الأنواع الحية نحو الانقراض. على النقيض من ذلك، فإن «قانون الأنواع المتمتعة بالصحة» من شأنه أن يعطي الأولوية لتحقيق ازدهار جماعات الأنواع الحية، وتيسير الأنظمة الاقتصادية التي تدفع إلى الحفاظ على الأنواع.
مثال آخر يقول إن تشريع «توجيه بنية المياه» الصادر عن الاتحاد الأوروبي عام 2000، «الذي حظي بقبول واسع باعتباره التشريع البيئي الأوروبي الأكثر متانة وطموحًا حتى الآن»، يعتمد على هدف يضمن «الحالة الجيدة» لجميع مياه الاتحاد الأوروبي، وهو ما يشمل النظر في «التدفقات البيئية» اللازمة.